# Friends (álbum de B. B. King)
Friends es un álbum de estudio del guitarrista estadounidense B. B. King. Fue publicado en junio de 1974 a través de ABC Records.

## Grabación y contenido
Las sesiones de grabación de Friends tuvieron lugar en Sigma Sound Studios, en Filadelfia, Pensilvania. Las sobregrabaciones vocales tuvieron lugar en Las Vegas Recording Studio. Dave Crawford produjo el álbum y Joe Tarsia se desempeñó como ingeniero de audio. El álbum contenía siete canciones. Cinco de las canciones fueron escritas o coescritas por el propio Crawford. Friends también incluye su versión de «Baby I'm Yours», escrita por Van McCoy y originalmente interpretada por la cantante Barbara Lewis.

## Recepción de la crítica
Un escritor no especificado de la revista Cash Box declaró: “Como de costumbre, la voz de King es definitivamente conmovedora ya que el maestro hace lo suyo como sólo él puede hacerlo. Un LP dinamita”. Un escritor no especificado de Record World le otorgó el certificado de “Hit of the Week”, y escribió: “Este ‘Rey’ se deshace de su corona de blues por una corona funky con temas nuevos, brillantes, dinámicos y conmovedores”.

## Lista de canciones
| Lado uno |                    |                                          |          |  |
| N.º      | Título             | Escritor(es)                             | Duración |  |
| 1.       | «Friends»          | Dave Crawford Charles Mann Will Boulware | 4:44     |  |
| 2.       | «I Got Them Blues» | Crawford Deryll Inman                    | 4:31     |  |
| 3.       | «Baby I'm Yours»   | Van McCoy                                | 3:28     |  |
| 4.       | «Up at 5 AM»       | Crawford                                 | 3:15     |  |

| Lado dos |                                |               |          |  |
| N.º      | Título                         | Escritor(es)  | Duración |  |
| 1.       | «Philadelphia»                 | Crawford      | 6:03     |  |
| 2.       | «When Everything Else Is Gone» | Boulware      | 3:08     |  |
| 3.       | «My Song»                      | Crawford Mann | 3:57     |  |

## Créditos y personal
Créditos adaptados desde las notas de álbum de Friends.
Músicos
- Earl Young – batería
- Ronnie Baker – bajo eléctrico
- B. B. King – guitarra, voz principal
- Deryll Inman – guitarra
- Norman Harris – guitarra
- Eli Tarkesty – guitarra
- Roland Chambers – guitarra
- Dave Crawford – teclados, coros
- Will Boulware – teclados
- Ron Kersey – teclados
- Larry Washington – percusión[a]
- Vince Montana – vibráfono
- Charles Mann – coros

Personal técnico
- Dave Crawford – productor
- Wade Marcus – arreglos
- Joe Tarsia – ingeniero de audio
- Mike Lizzio – ingeniero de sobregrabaciones

## Posicionamiento
| Gráfica (1974)                            | Pico de posición |
| ----------------------------------------- | ---------------- |
| Estados Unidos (Billboard Top LPs & Tape) | 153              |
| Estados Unidos (Billboard Soul LPs)       | 27               |